# Mickie McGowan
Mickie McGowan est une actrice et directrice artistique américaine née le 2 janvier 1938 à Culver City en Californie et morte le 11 mars 2022.

## Filmographie

### Actrice

#### Cinéma
- 1979 : Le Capitaine Cosmos
- 1988 : Qui veut la peau de Roger Rabbit : une vache et la sorcière volante
- 1989 : La Petite Sirène : voix additionnelles
- 1990 : La Bande à Picsou, le film : Le Trésor de la lampe perdue : voix additionnelles
- 1990 : Bernard et Bianca au pays des kangourous : la souris internationale
- 1991 : La Belle et la Bête : une passante
- 1991 : Fievel au Far West : voix additionnelles
- 1992 : Porco Rosso
- 1992 : Aladdin : voix additionnelles
- 1995 : Dingo et Max : voix additionnelles
- 1995 : Toy Story : la mère de Sid
- 1995 : T-Rex : voix additionnelles
- 1996 : Le Bossu de Notre-Dame : voix additionnelles
- 1996 : Beavis et Butt-Head se font l'Amérique : plusieurs personnages
- 1997 : Hercule : voix additionnelles
- 1997 : La Belle et la Bête 2 : voix additionnelles
- 1998 : Le Monde magique de la Belle et la Bête : voix additionnelles
- 1998 : Excalibur, l'épée magique : voix additionnelles
- 1998 : Pocahontas 2 : Un monde nouveau : voix additionnelles
- 1998 : Fourmiz : des fourmis femelles
- 1998 : 1 001 Pattes : la serveuse cafard
- 1999 : Tarzan : la mère de Terk
- 1999 : Le Géant de fer : voix additionnelles
- 1999 : Scooby-Doo et le Fantôme de la sorcière : voix additionnelles
- 1999 : Toy Story 2 : une mère à la vente de garage
- 2000 : Scooby-Doo et les Extraterrestres : voix additionnelles
- 2000 : Chicken Run : la mère poule
- 2000 : Kuzco, l'empereur mégalo : une femme
- 2001 : Cendrillon 2 : Une vie de princesse : voix additionnelles
- 2001 : Le Voyage de Chihiro : la femme de la maison de bains
- 2001 : Osmosis Jones : voix additionnelles
- 2001 : Le Nouvel Ami de Petit Ours : les ourses femelles
- 2001 : Monstres et Cie : voix additionnelles
- 2001 : Jimmy Neutron, un garçon génial : l'enseignante
- 2002 : Lilo et Stitch : la voix de l'ordinateur
- 2002 : La Planète au trésor : Un nouvel univers : l'oiseau savant de Mary
- 2003 : Frère des ours : voix additionnelles
- 2004 : La ferme se rebelle : voix additionnelles
- 2004 : Gang de requins : un poisson
- 2004 : Le Pôle express : des loups
- 2006 : Cars : plusieurs journalistes
- 2006 : L'Âge de glace 2 : voix additionnelles
- 2006 : Cendrillon et le Prince (pas trop) charmant : voix additionnelles
- 2007 : Les Rois de la glisse : voix additionnelles
- 2008 : Horton : voix additionnelles
- 2008 : WALL-E : une passagère de l'Axiom
- 2008 : Ponyo sur la falaise : voix additionnelles
- 2009 : Là-haut : Edith la policière
- 2009 : Tempête de boulettes géantes : voix additionnelles
- 2010 : Toy Story 3 : voix additionnelles
- 2012 : Le Lorax : voix additionnelles
- 2013 : Monstres Academy : voix additionnelles
- 2013 : Moi, moche et méchant 2 : voix additionnelles
- 2015 : Vice-versa : voix additionelles
- 2015 : Les Minions : voix additionnelles

#### Télévision
- 1984 : Le Plein de super : voix additionnelles (8 épisodes)
- 1998-2003 : Bob le bricoleur : des constructrices (105 épisodes)
- 2001 : Mona le vampire : Nala (1 épisode)
- 2008-2010 : Martin se la raconte : voix additionnelles (6 épisodes)

#### Jeu vidéo
- 1998 : 1 001 Pattes : la serveuse cafard

### Directrice artistique
- 1984 : Cheech and Chong's The Corsican Brothers
- 1987 : La Folle Histoire de l'espace
- 1987 : Miracle sur la 8e rue
- 1988 : Beetlejuice
- 1988 : Mystic Pizza
- 1989 : La Nuit du sérail
- 1989 : La Petite Sirène
- 1989 : Charlie
- 1990 : Échec et Mort
- 1990 : État de force
- 1990 : La Bande à Picsou, le film : Le Trésor de la lampe perdue
- 1991 : La Belle et la Bête
- 1991 : Fievel au Far West
- 1991 : Hook ou la Revanche du capitaine Crochet
- 1992 : Porco Rosso
- 1993 : Kalahari
- 1994 : La Famille Pierrafeu
- 1994 : Little Big League
- 1994 : Gordy
- 1995 : Les Derniers Pionniers
- 1995 : Toy Story
- 1995 : T-Rex
- 1995 : Professeur Holland
- 1996 : Bio-Dome
- 1996 : Le Bossu de Notre-Dame
- 1996 : Réactions en chaîne
- 1997 : Le Cinquième Élément
- 1997 : Hercule
- 1998 : Excalibur, l'épée magique
- 1998 : 1 001 Pattes
- 1999 : Doug, le film
- 1999 : Hantise
- 1999-2003 : Mona le vampire (65 épisodes)
- 1999 : Fight Club
- 1999 : Toy Story 2
- 2000 : The Operator
- 2000 : Droit au cœur
- 2000 : Kuzco, l'empereur mégalo
- 2001 : Cendrillon 2 : Une vie de princesse
- 2001 : Les Visiteurs en Amérique
- 2001 : Le Voyage de Chihiro
- 2001 : Osmosis Jones
- 2001 : Monstres et Cie
- 2002 : Lilo et Stitch
- 2002 : La Planète au trésor : Un nouvel univers
- 2003 : Le Monde de Nemo
- 2003 : Frère des ours
- 2004 : La ferme se rebelle
- 2004 : Shrek 2
- 2006 : Cars
- 2006 : L'Âge de glace 2
- 2006 : Cendrillon et le Prince (pas trop) charmant
- 2007 : Les Rois de la glisse
- 2008 : Horton
- 2008 : WALL-E
- 2008 : Ponyo sur la falaise
- 2008-2011 : Martin se la raconte (5 épisodes)
- 2009 : Là-haut
- 2009 : Tempête de boulettes géantes
- 2010 : Toy Story 3
- 2011 : Mini Buzz
- 2012 : Le Lorax
- 2012 : Rex, le roi de la fête
- 2013 : Monstres Academy
- 2013 : Moi, moche et méchant 2
- 2013 : Toy Story : Angoisse au motel
- 2014 : QG de soirée
- 2015 : Vice-versa
- 2015 : Les Minions
- 2016 : Comme des bêtes
- 2016 : Tous en scène
- 2016 : Weenie
- 2016 : Norman Television
- 2017 : Eddie's Life Coach
- 2017 : Moi, moche et méchant 3
- 2018 : Le Grinch